# 彭波薩修道院

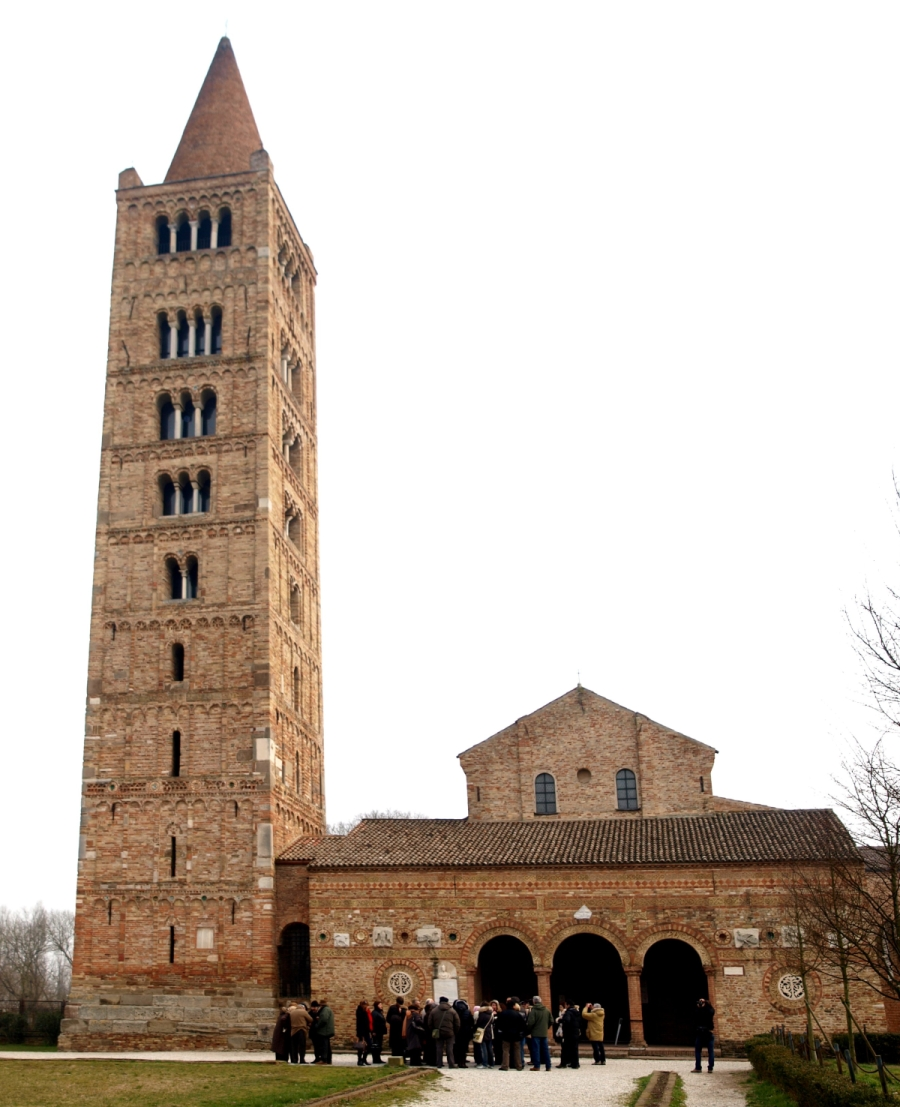
彭波萨修道院

彭波薩修道院（Pomposa Abbey）是位於義大利城市費拉拉附近的一座本篤會的修道院。這座修道院是義大利北部最重要的修道院之一，以其圖書館的豐富藏書量和羅馬式建築而聞名。